# Ivan Lorković
Ivan Lorković (17 de junho de 1876 – 24 de fevereiro de 1926)  foi um político croata de Zagreb que também foi membro da Coligação Servo-Croata, um apoiador da organização republicana e um membro da Organização Unida da Juventude Acadêmica Croata e Sérvia. Ele também foi o líder do Partido Camponês Federalista Croata de 1926 a 1929.

## Biografia
Entre 1902 e 1905, Ivan Lorković foi editor do jornal de oposição de Osijek, Defesa Nacional (em croata: Narodna Obrana).   O objetivo do jornal era ajudar a classe média e os jovens da região de Osijek a pensar politicamente. Em 1905, tornou-se um dos co-fundadores do Partido Nacional Progressista Croata (Hrvatska narodna napredna stranka, NNS). 
Na eleição parlamentar croata de 1913, ele foi eleit o membro do Partido Republicano Camponês Croata, representando o distrito eleitoral de Valpovo. 
Em 1914, Lorković visitou Roma para participar de uma reunião que incluía políticos de todas as terras eslavas do sul dentro da Monarquia. Ele chegou com um memorando controverso sobre como quebrar o Império Austro-Húngaro e preservar a continuidade do estado croata.  Sua proposta foi recebida com oposição, principalmente de Thomas G. Masaryk (fundador e primeiro presidente do Estado da Tchecoslováquia), que era cético em relação ao plano, pois não acreditava que a Grã-Bretanha e a França aceitariam a ideia da revogação total do Império e, portanto, era a favor de uma confederação. 

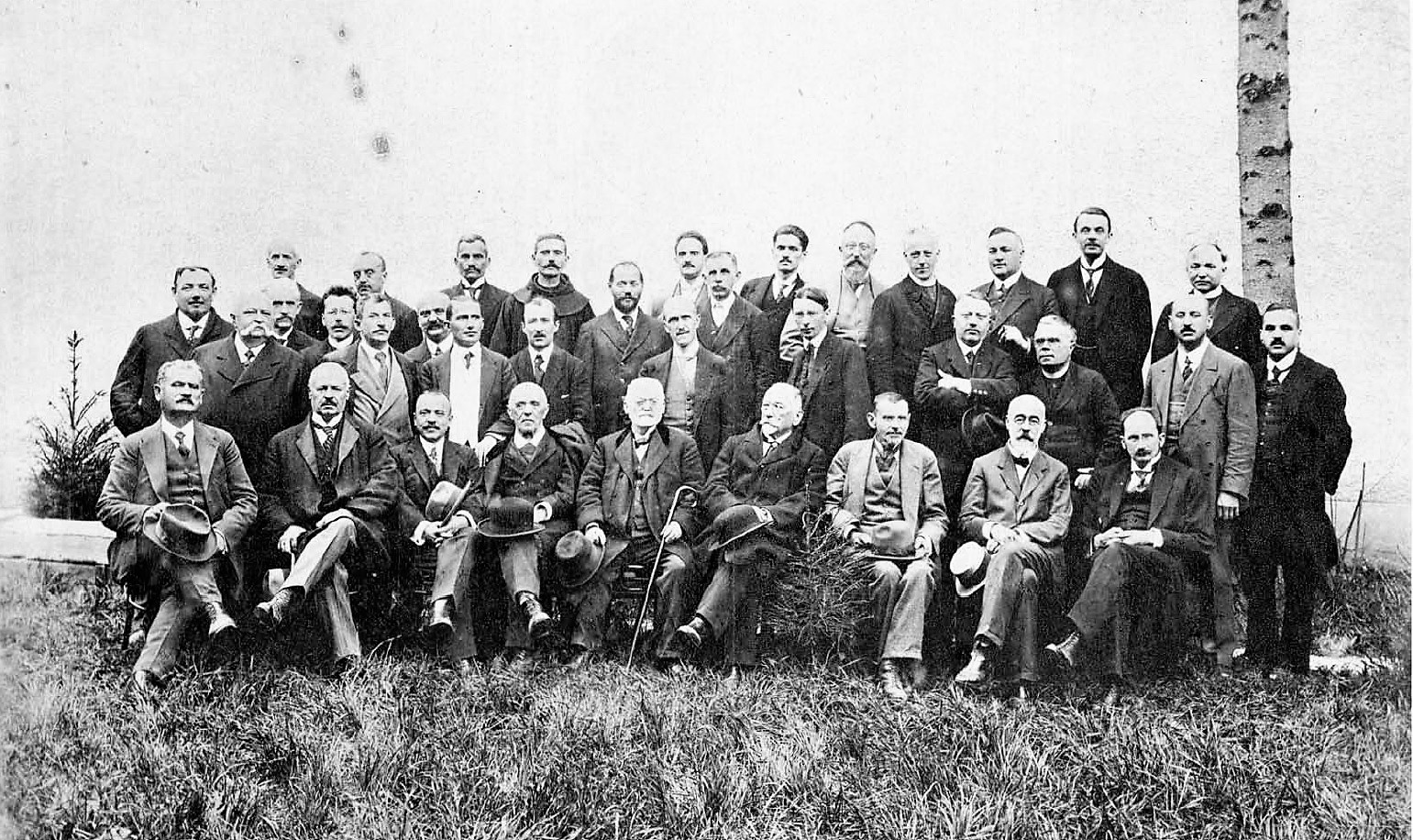
Lorković, sentado na extrema direita, com membros do Conselho de Estado em novembro de 1918

Em 1918, devido a desentendimentos sobre a questão iugoslava, Lorković deixou a coalizão Croácia-Sérvia e se juntou ao recém-fundado partido político União Croata em 1919. Junto com Stjepan Radić e outros, ele entrou no Bloco Croata (em croata: Hrvatski blok), formado em 14 de janeiro de 1922, quando o Partido Republicano Camponês Croata, a União Croata e o Partido dos Direitos formaram uma coalizão. Existiu até novembro daquele ano. 
Em 13 de setembro de 1925, em uma conferência da União Croata, representantes e dissidentes do Partido Camponês Croata em Split fundaram a "União Federalista do Povo Croata". Em 11 de janeiro de 1926, o "Partido Camponês Federalista Croata" foi fundado em Zagreb, e Lorković tornou-se o chefe de sua presidência.  Após o assassinato de Stjepan Radić em 1928, o partido começou a apoiar a oposição Coalizão Democrática Camponesa.  Como parte da Ditadura de 6 de janeiro, o partido foi formalmente banido em 20 de janeiro de 1929. 
O pai de Ivan era Blaž Lorković, um proeminente economista e advogado que é frequentemente creditado pelo desenvolvimento da economia política croata. Ele também teve dois filhos: seu filho Mladen foi um ministro Ustaša do Estado Independente da Croácia, fascista e colaboracionista nazista, notável por seu envolvimento na conspiração Lorković-Vokić, e seu filho Zdravko foi um proeminente entomologista e citotaxonomista, notável por seu trabalho em cromossomos de  borboletas.  